# Reisern
Reisern ist ein Gemeindeteil der Gemeinde Sankt Wolfgang im oberbayerischen Landkreis Erding.

## Lage
Die Einöde Reisern liegt 575 Meter westlich der Hauptstraße (B 15) des Gemeindehauptorts Sankt Wolfgang.

## Bevölkerungsentwicklung
Um 1871 gab es in Reisern 13 Einwohner. Im Mai 1987 lebten dort vier Einwohner in einem Wohngebäude.
| Jahr      | 1871 | 1925 | 1950 | 1970 | 1987 |
| Einwohner | 13   | 7    | 12   | 9    | 4    |